# Noviciat des Jésuites d'Avignon
Le noviciat des jésuites est un bâtiment construit à Avignon dans le Comtat Venaissin à la fin du XVIe siècle, pour servir de maison de formation religieuse aux novices de la Compagnie de Jésus. Lorsque les Jésuites sont expulsés de France (1768) le bâtiment passe en d'autres mains et devient propriété de la ville d’Avignon, en 1852. En 1987 les lieux sont réhabilités pour y permettre l'ouverture d'un hôtel et l'organisation d'activités culturelles ou touristiques. Depuis 1950, les bâtiments et le cloître sont inscrits au registre des Monuments historiques.

## Histoire
Les Jésuites, qui avaient établi, dès 1564, un collège à Avignon, cherchèrent bientôt à lui adjoindre un noviciat. Après un fonctionnement erratique de 1569 à 1582, ce nouvel établissement fut enfin constitué de façon pérenne grâce à une importante donation consentie par Louise d'Ancezune, en 1589. Les Jésuites purent, grâce à, elle acquérir un terrain avec maisons dans la rue des Vieilles Études. Une nouvelle donation de leur mécène leur a permis de faire construire, à partir de 1601, une chapelle neuve. Consacrée le 23 mai 1611, elle avait été dessinée par le frère jésuite Étienne Martellange et Louise d’Ancezune s’y est fait inhumer en 1620.
Les bâtiments qui s’articulent autour de la cour centrale furent commencés à l’époque de Martellange, puis poursuivis en 1627 par François de Royers de la Valfenière, mais le chantier s’étendit jusqu’aux premières décennies du siècle suivant.
En 1768, lors de la troisième réunion temporaire d’Avignon à la Couronne de France, Louis XV fit expulser les Jésuites d’Avignon. Leur noviciat est racheté l’année suivante par les religieuses de Sainte-Praxède, puis fermé en 1790. De 1801 à 1850, le bâtiment devient une succursale de l'hôtel des Invalides de Paris. En 1852, le bâtiment devenu propriété de la ville d'Avignon, à la suite d'une donation par Louis-Napoléon Bonaparte est transformé en hospice civil, ce qu'il reste durant 40 ans.
L'intégralité du bâtiment et du cloître est inscrit au titre des monuments historiques, depuis le 13 décembre 1950.
En 1987, les lieux sont réhabilités, notamment l'aile nord, par Jean Nouvel, pour une transformation en hôtel.

## Bâtiment
La chapelle présente le plan rare, hérité de la Renaissance, d’une croix grecque surmontée d’un dôme porté par un tambour. Celui-ci émerge des bâtiments alentour et porte une caractéristique propre à son architecte Étienne Martellange : les ouvertures ne sont pas disposées selon les axes, mais groupées deux par deux sur les diagonales. Dans les écoinçons, des peintures à la détrempe, en voie d’effacement, représentent les quatre évangélistes et sont l'œuvre du peintre jésuite Jean-Denis Attiret (1737).
La cour centrale comporte sur trois côtés une belle galerie voûtée d’arêtes, improprement appelée cloître - chez les Jésuites ni les novices, ni même les pères, n’étaient cloîtrés – surmontée de deux étages. L’aile la plus ancienne est celle du Nord, commencée à l’époque de Martellange, remaniée dans les années 1680 et aujourd’hui dévolue à un hôtel de luxe. L’aile du couchant fut élevée à partir de 1627 par La Valfenière, à qui l’on doit également l’escalier rampe sur rampe situé au début de l’aile du Midi, et qui fut copié sur celui du Collège.
En 1685, Jean Péru reprit l’aile du Nord en harmonisant son ordonnance avec l’aile du Couchant et en y construisant un grand escalier. Bien qu’il ait été démoli lors de travaux postérieurs, son emplacement reste signalé par la lanterne émergeant des toitures de cette aile, qui rappelle qu’il était le pendant de celui de La Valfenière au coin de l’aile du Midi.
La dernière aile construite fut celle du Midi, dont la construction arrêtée à l’escalier fut poursuivie à partir de 1712 par Jean Péru. Cette même campagne vit la réédification de l’aile d’entrée, pour laquelle Péru eut l’heureuse idée de rompre avec l’ordonnance des trois autres côtés en la dessinant en hémicycle. Les travaux n'étaient pas achevés lorsqu'il mourut en 1723, et c’est son fils Jean-Baptiste I qui en assura l’achèvement, réalisant notamment la spectaculaire voûte plate du porche d’entrée.

## Utilisation actuelle
Le Noviciat des jésuites est actuellement un lieu à multiples usages, essentiellement tourné vers le tourisme et la culture. En plus d'un hôtel, une partie du bâtiment est réservée à l'Institut supérieur des techniques du spectacle d'Avignon, ainsi qu'à des expositions, ou des spectacles, dans le cadre du Festival d'Avignon.